# NZASM Nr. 61 bis 255
Die Fahrzeuge mit den Nummern 61 bis 255 der Nederlandsch-Zuid-Afrikaansche Spoorweg Maatschappij (NZASM) waren Tenderlokomotiven mit der Achsfolge C2'.
Die Lokomotiven wurden ab 1882 beschafft, die ersten 175 von Emil Keßler, die letzten 20 von der Niederländischen Lokomotivfabrik. Sie trugen die Hauptlast des Bahnverkehrs in der damaligen Südafrikanischen Republik.
Die Lokomotiven besaßen außenliegende Plattenrahmen; die Treib- und Kuppelstangen waren an Kurbeln befestigt. Die Steuerung entsprach der Bauart Heusinger/Walschaerts. Weil die Lokomotiven keine führende Laufachse hatten, waren ihre Laufeigenschaften nur rückwärts befriedigend, so dass sie bevorzugt in diese Richtung eingesetzt wurde.
Im Zweiten Burenkrieg wurden viele dieser Lokomotiven zerstört oder beschädigt. Nach dem Krieg wurde die NZASM von den Central South African Railways (CSAR) übernommen, die wiederum 1910 in die South African Railways (SAR) aufging. Diese übernahm als Klasse B noch 55 Exemplare, die die Bahnnummern 1–55 erhielten.
Zunächst weiter in Transvaal eingesetzt, kamen die Lokomotiven später auch im Oranje-Freistaat und in der Kapprovinz zum Einsatz, zuletzt im Rangierdienst. Bis etwa 1930 waren sie ausgemustert.
Die SAR erhielten 1971 ein Exemplar dieser Baureihe zur Erhaltung. Diese Lokomotive war von der CSAR bereits 1904 an einen Industriebetrieb verkauft worden und nie für die SAR im Einsatz gewesen. Sie trägt deshalb keine Nummer, sondern nur den Namen President Kruger. Nachdem sie gelegentlich auf Sonderfahrten zum Einsatz gekommen ist, steht sie heute im Outeniqua Railway Museum in George.